# Hanif Abbasi
Muhammad Hanif Abbasi (* 4. Januar 1966 in Rawalpindi) ist ein pakistanischer Geschäftsmann und ehemaliger Politiker der Pakistan Muslim League (N). Er war von 2002 bis 2008 und von 2008 bis 2013 Mitglied der Nationalversammlung Pakistans. 2018 wurde er wegen Verdachts am illegalen Drogenhandel vom pakistanischen Spezialgericht für Drogenkontrolle zu einer lebenslanger Haftstrafe verurteilt. 2020 hob derselbe Gerichtshof das Urteil wieder auf.